# Gobinda
Gobinda é um personagem do filme 007 contra Octopussy, da franquia cinematográfica do espião britânico James Bond, criado por Ian Fleming.

## Características
Um enorme, forte, sinistro e silencioso indiano sikh, ele é o leal braço-direito e principal capanga de Kamal Khan, o vilão do filme, capaz de esmagar um dado com suas mãos nuas.

## No filme
O personagem aparece primeiramente como motorista, esperando do lado de fora da casa de leilões Sotheby's, em Londres, onde Kamal Khan e James Bond se degladiam em lances pela posse de um ovo Fabergé. Mais tarde, na Índia, quando Bond vai a Nova Delhi, ele segue 007 por todos os lugares, a mando do patrão, chegando a persegui-lo e a Vijay - agente do MI-6 em Delhi -  pelas ruas da cidade em meio à multidão, numa corrida de tuk-tuks, e até em plena selva, durante um safári de elefantes, onde tenta matar o espião com um rifle de caça munido de mira telecópica. Depois consegue pegar o espião desprevinido em seu quarto de hotel e lhe dá uma pancada por trás, que deixa 007 inconsciente para ser transportado prisioneiro para a fortaleza de Khan, de onde Bond acaba escapando.
Depois de escapar de Gobinda e seus cúmplices no palácio-fortaleza, eles encontram-se novamente no final do filme, após a fuga de Kamal Khan. Dentro do avião particular de Khan, onde está com o capanga e Octopussy, raptada por ele, eles são perseguidos por Bond. Em pleno voo, Khan descobre Bond grudado à fuselagem pelo lado de fora. Gobinda recebe ordens para sair do avião e jogar 007 para fora da nave, a primeira ordem do patrão que ele atende com relutância. Na luta que se segue agarrados à parte externa da aeronave, Bond consegue jogar o capanga do avião e ele cai para a morte.